# ナンバンアカバナアズキ

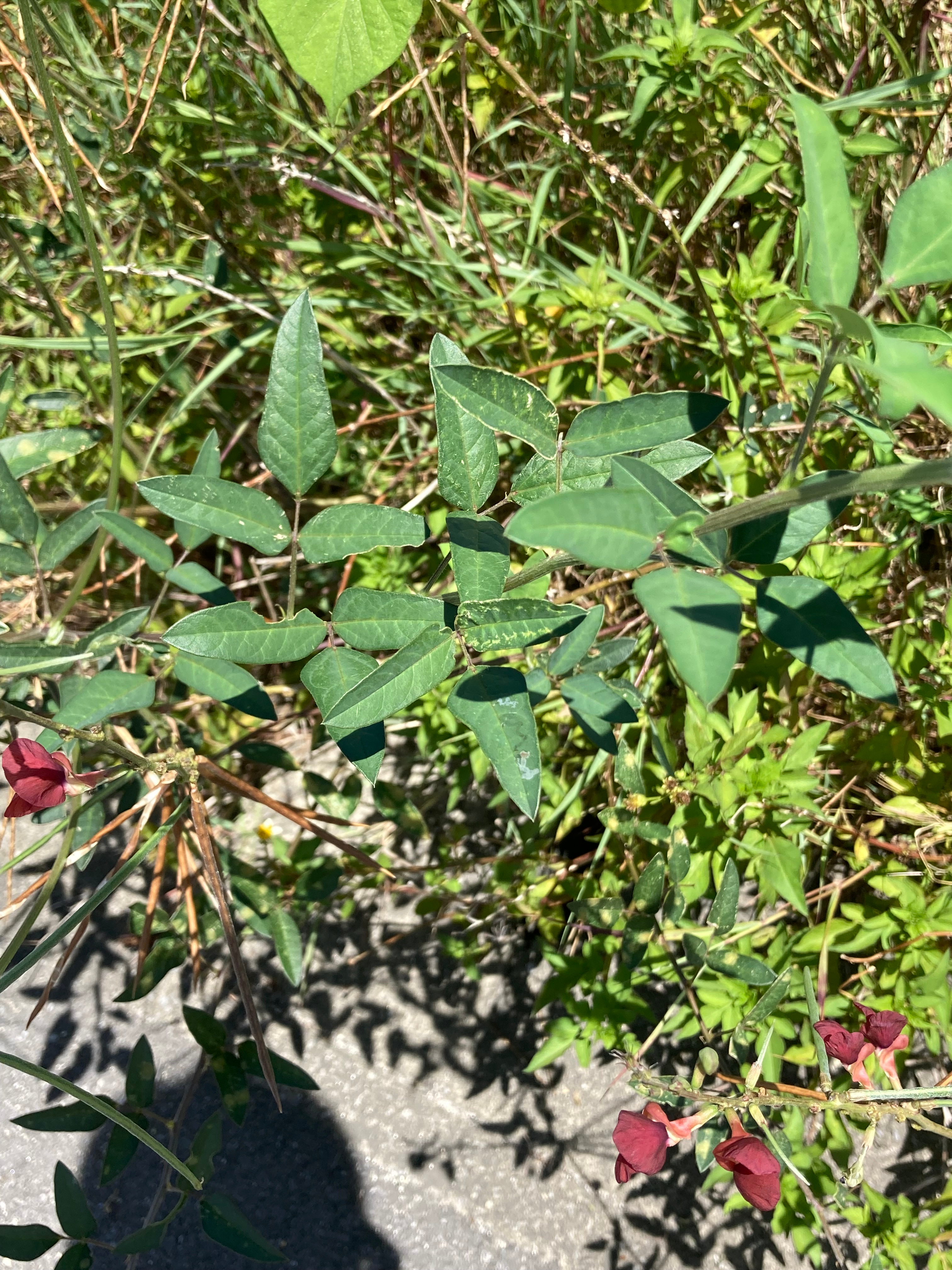
葉

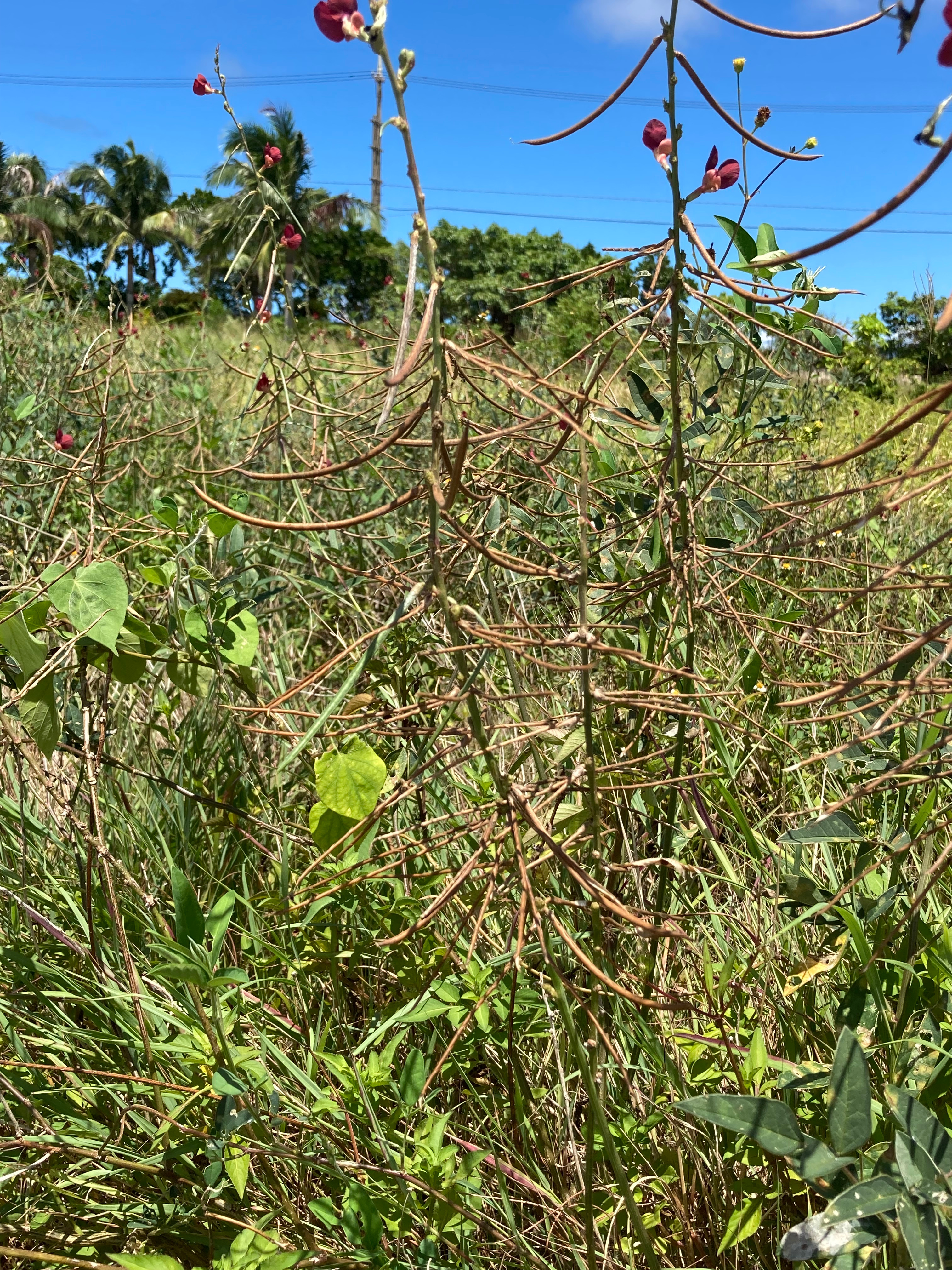
豆果

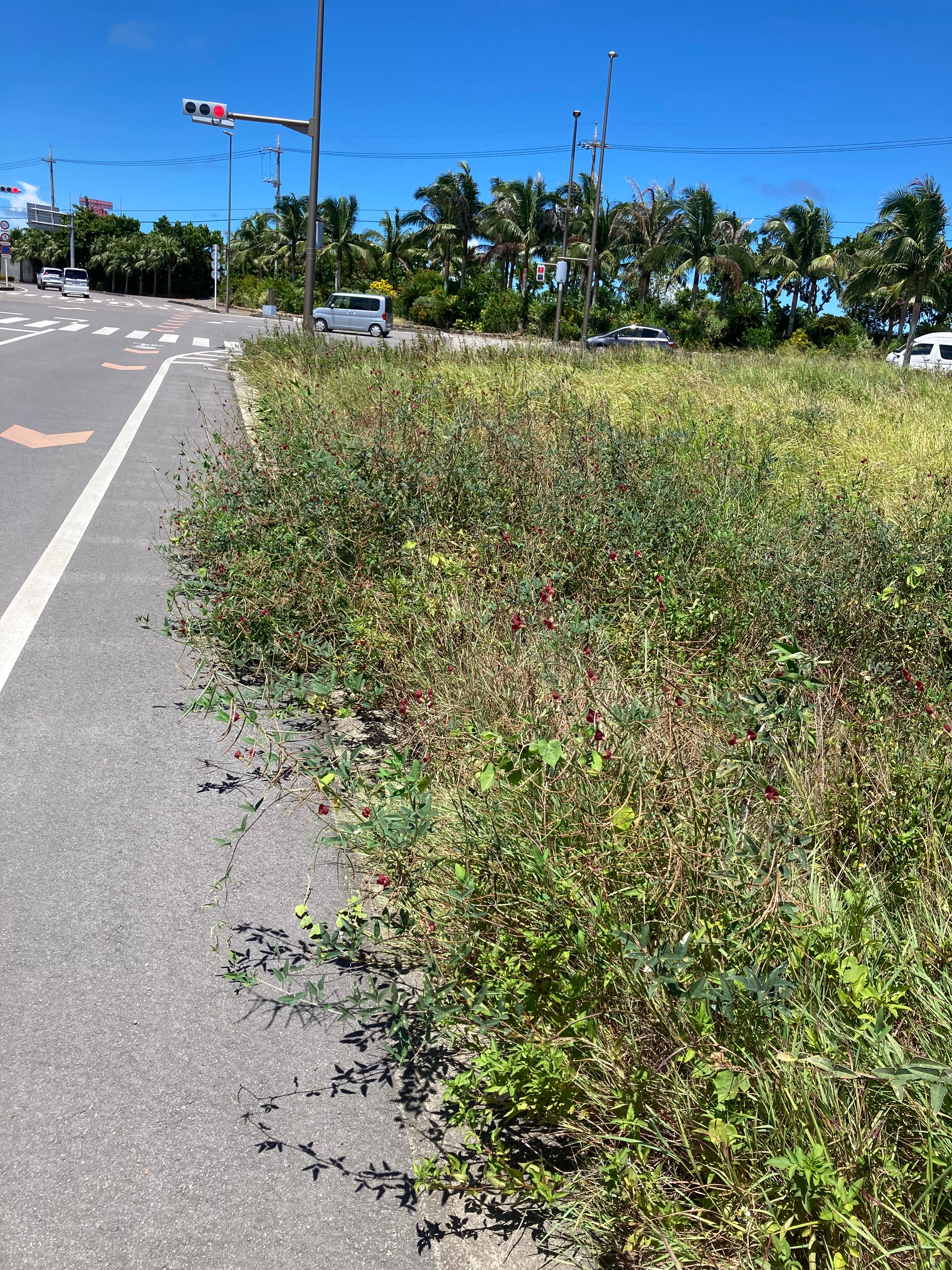
生育状況（沖縄県石垣市白保　南ぬ島石垣空港入口付近）

ナンバンアカバナアズキ（南蛮赤花小豆、学名：Macroptilium lathyroides）は、マメ科ナンバンアカバナアズキ属の草本。帰化植物。別名　タチナンバンアズキ、ファジービーン。ナンバンアカバナアズキ属のタイプ種。
ナンバンアカアズキとも表記されるが、この名称はマメ科木本の別種（Adenanthera pavonina、海紅豆、相思豆）を指すので注意。

## 特徴
草丈60-100 cmの一年草、しばしば二年草または短命な多年草となる。茎は直立し分枝多く、高さ1.5 m内外に達し、成熟に伴って基部は木質化することが多い。葉は互生し4 cmほどの柄をもつ3出複葉からなり、小葉は披針形 - 倒卵形で、長さ4-5 cm、幅1.5-3 cmの鋭頭で全縁。茎の上部が分枝する。花径1.3-1.5 cmの花は総状花序となってまばらにつき、花冠は蝶形で赤色 - 赤褐色、同属のクロバナツルアズキより明るい色調。竜骨弁は回転する。気温が高ければほぼ周年開花。果実は線形の豆果で先は鋭く尖り、莢は長さ7.5-10 cm、幅3 mmと細く長い。種子の脱粒性が激しく、熱帯・亜熱帯地方では雑草化しやすい。

## 分布と生育環境
中南米（メキシコ - アルゼンチン）原産、熱帯 - 亜熱帯にかけて広く帰化、日本国内では南西諸島に帰化。市街地の路傍や荒地、海岸などに生育。
日本の外来種 全種リスト（暫定版）に、同属のクロバナツルアズキとともに掲載されている。

## 利用
飼料、緑肥、連作障害除去用。根粒菌の働きにより土壌の窒素含有量を増加させる。耐湿能力も高く、水田転換畑において青刈大豆より高い窒素固定能を示す。飼料イネとの混作で、乾物収量、粗タンパク質収量や可消化乾物収量などが増大する。但しネコブセンチュウ感受性で、線虫の防除において問題になる可能性がある。